# 2716 Tuulikki
2716 Tuulikki је астероид главног астероидног појаса чија средња удаљеност од Сунца износи 2,369 астрономских јединица (АЈ).
Апсолутна магнитуда астероида је 13,3.